# Budatétény megállóhely
A Budatétény megállóhely egy budapesti vasúti megállóhely, melyet a MÁV üzemeltet.

## Története

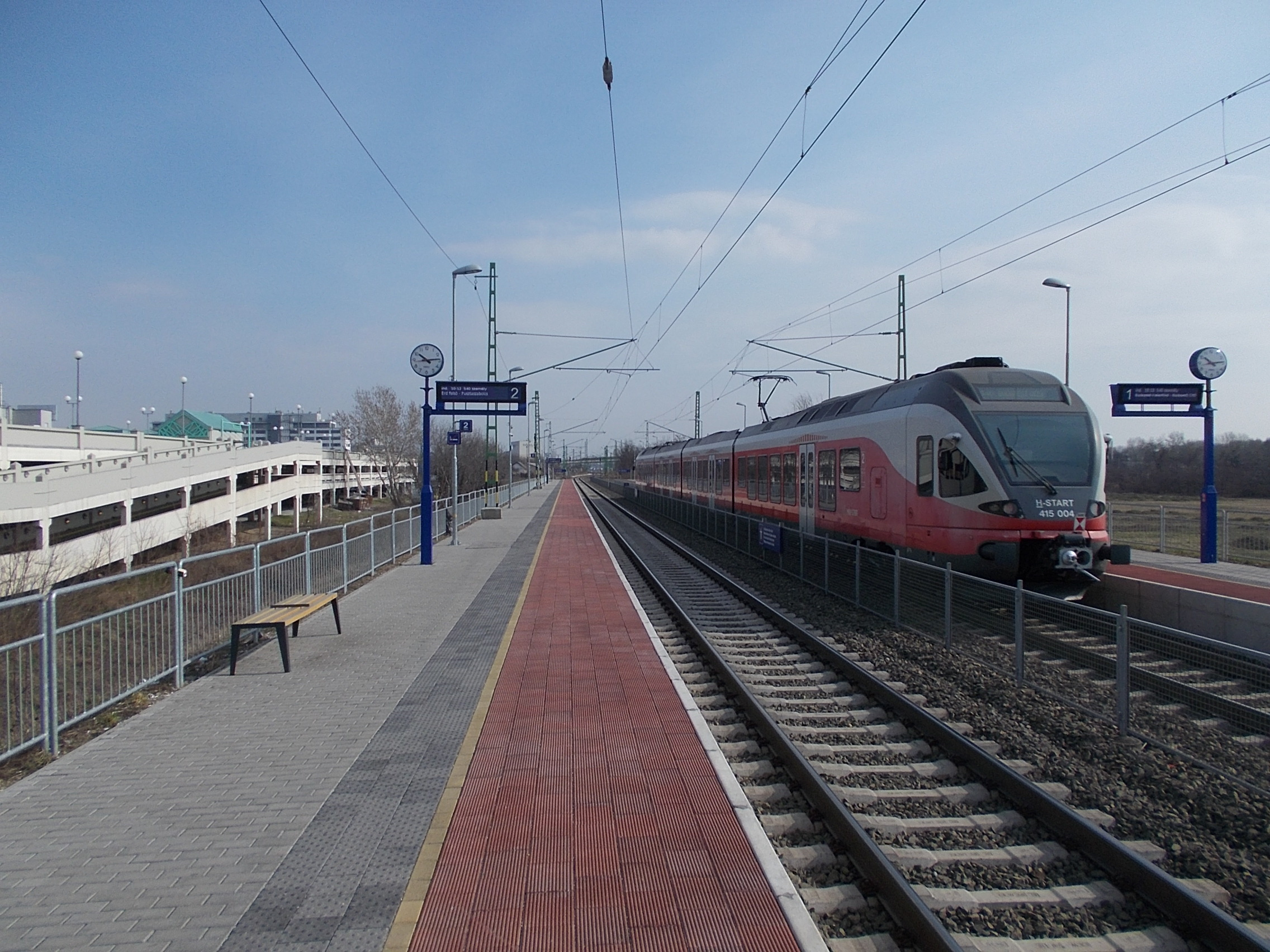
A felújított peronok 2021 márciusában. Balra a Campona parkolóháza, amit P + R parkolóként is lehet használni

Az itt elterülő egykori Tétény (ma Nagytétény) település részeként kiépülő Kistétény 1873-ban lett önálló település. 1882-ben, Budapest–Pécs-vasútvonal megépítésekor emiatt létesült itt egy megállóhely, ami egészen az 1990-es évekig a Kistétény nevet viselte.
A vasúti infrastruktúra általános állagromlása és a megállóhely előnytelen lokációja miatt idővel lecsökkent a forgalma. A kihasználatlanná válása miatt az 1990-es években kivették a menetrendből.
Az eredetileg a Minta utca és a Nagytétényi út közötti ideiglenesen szünetelő megállóhelyet az 1999. szeptember 15-én átadott a Campona bevásárlóközpont építtetői saját költségükön az új komplexum déli oldalára helyezték át, aminek hatására visszakerült a menetrendbe. Az utasok hamar megkedvelték. A peronjai szintben és a parkolóházon keresztül vezetett felüljárón egyaránt megközelíthetőek. A felvonók már ekkoriban is rövid ideig üzemeltek.  Ekkor épült a gyalogos felüljáró, illetve a híd a Campona parkolóházába, amit P+R rendszerű használatra is terveztek. A pláza marketinganyagaiban kiemelte vasúti megközelíthetőségét is, sőt, voltak különjáratok is a Déli pályaudvar és Budatétény között, ám ezek hamar abbamaradtak.
Az 1999-ben újjászületett állomás ekkor a Budatétény-Campona nevet kapta, amit a 2010-es években rövidítettek le Budatétényre. A vasútvonal 2018–2021 között elvégzett felújítása során ez a vasútállomás is megújult.

## Megközelítés budapesti tömegközlekedéssel
- Busz:  13, 13A, 88, 101E, 113, 113A, 138, 150, 150B, 287
- Elővárosi busz:  700
- Éjszakai busz:  941, 973

## Forgalom
| Járat | Útvonal | Gyakoriság                     |
| ----- | --- | ------------------------------ |
| S35   | Budapest-Déli – Budapest-Kelenföld – Budafok → (Nagykanizsa felé: Budatétény → Barosstelep → Érdliget → Érd felső → Tárnok → Martonvásár → Baracska → Pettend → Kápolnásnyék; Budapest felé: ← Érd alsó) – Velence – Velencefürdő – Gárdony – Agárd (→ Dinnyés) – Székesfehérvár – Maroshegy – Lepsény – Balatonaliga – Balatonvilágos – Szabadisóstó – Szabadifürdő – Siófok – Balatonszéplak felső – Balatonszéplak alsó – Zamárdi felső – Zamárdi – Szántód – Balatonföldvár – Balatonszárszó – Balatonszemes – Balatonlelle felső – Balatonlelle – Balatonboglár – Fonyódliget – Fonyód – Bélatelep – Alsóbélatelep – Balatonfenyves – Balatonfenyves alsó – Máriahullámtelep – Máriaszőlőtelep – Balatonmáriafürdő – Balatonberény – Balatonszentgyörgy – Vörs – Zalakomár – Zalaszentjakab – Nagykanizsa | Nyáron napi 1 Nagykanizsa felé |
| S40   | Budapest-Déli – Budapest-Kelenföld – Budafok – Háros – Budatétény – Barosstelep – Nagytétény-Diósd – Érdliget – Érd felső – Érd – Százhalombatta – Dunai Finomító – Ercsi – Iváncsa – Pusztaszabolcs – (közvetlen kocsikkal tovább Szabadegyháza – Sárosd – Nagylók – Sárbogárd – Rétszilas – Sáregres – Simontornya – Tolnanémedi – Pincehely – Belecska – Keszőhidegkút-Gyönk – Szárazd – Regöly – Szakály-Hőgyész – Dúzs – Csibrák – Kurd – Döbrököz – Dombóvár) | 1-3 óránként                   |
| S42   | Budapest-Déli – Budapest-Kelenföld – Budafok – Háros – Budatétény – Barosstelep – Nagytétény-Diósd – Érdliget – Érd felső – Érd – Százhalombatta – Dunai Finomító – Ercsi – Iváncsa – Pusztaszabolcs – Adony – Kulcs – Rácalmás – Dunaújváros | 1-4 óránként                   |
| G43   | Kőbánya-Kispest – Ferencváros – Budapest-Kelenföld – Budafok – Budatétény – Barosstelep – Érdliget – Érd felső – Tárnok – Martonvásár – Baracska – Kápolnásnyék – Velence – Gárdony – Agárd – Székesfehérvár | Óránként                       |
| G43   | Székesfehérvár → Dinnyés → Agárd → Gárdony → Velencefürdő → Velence → Kápolnásnyék → Pettend → Baracska → Martonvásár → Tárnok → Érd felső → Érdliget → Barosstelep → Budatétény → Budafok → Budapest-Kelenföld → Ferencváros → Kőbánya-Kispest | Kora reggel 3 Budapest felé    |
| G44   | Tárnok → Érd felső → Érdliget → Barosstelep → Budatétény → Budafok → Budapest-Kelenföld → Budapest-Déli | Napi 1 Budapest felé           |